# انتخابات الرئاسة الموريتانية 2007
انتخابات الرئاسة الموريتانية 2007 هي الانتخابات الرئاسية التي جرت في 11 مارس 2007، لانتخاب رئيس موريتانيا، فاز بالانتخابات سيدي محمد ولد الشيخ عبد الله.